# Лесогорье
Лесого́рье — село в Чугуевском районе Приморского края.

## География
Расположено на левом берегу реки Откосная, притоке реки Журавлёвка в 24 километрах выше их слияния.
Село стоит на автодороге, отходящей от трассы «Осиновка — Рудная Пристань» к Дальнереченску, участок относится к строящейся трассе «Восток», строительство автодороги заморожено. От Лесогорья до трассы «Осиновка — Рудная Пристань» 58 км, до расположенного южнее села Самарка 18 км.
Севернее Лесогорья проходит административная граница между Чугуевским и Дальнереченским районом, и на трассе у реки Малиновка стоят сёла Дальнереченского района Пожига и Ариадное. От Лесогорья до реки Малиновка 34 км.

## История
До 1972 года село носило китайское название Себучар. Пограничный конфликт на острове Даманский побудил к массовому переименованию объектов в Приморском крае.

## Население
| 2002 | 2006 | 2010 |
| ---- | ---- | ---- |
| 343  | ↘293 | ↘234 |

## Улицы
| - ул. Лесная, - ул. Садовая, | - ул. Торговая, - ул. Школьная. |